# ニガクサ属
ニガクサ属（Teucrium L.）はシソ科の植物の属。花弁は下側の唇弁ばかりが大きい。

## 特徴
1年性ないし多年生の草本が多く、少数ながら低木のようになるものがある。葉は対生して縁に鋸歯があるか、または滑らか。花は葉腋に出るか、あるいは細長い総状花序を作る。葉腋に出る場合には花は輪生し、また穂状に出る場合には苞を伴い、花色は白から淡紅色、淡紫色など。花は大抵は2個ずつ付き、時に多数つける。
萼は筒状で10本の脈が走り、先端は5つの歯に分かれる。花冠は二唇形だが唇弁のみが目立つ一唇形に見える。実際には上唇は2裂、下唇は3裂しているのであるが、下唇が大きく広がるのに対して、上唇が小さくなっている上に大きく深く二裂しているので、まるで下唇の基部にある突出部にしか見えないためである。
雄蘂は4本で上唇の大きな裂け目から上に向かって突き出す。4本の内で前方の2本が長く、また葯は開出して基部で癒合する。子房は浅く4列しており、互いに大きい部分でくっつき合う。分果には網目模様がある。
属名は古代トロイの王テウケル(Teucer)に由来するとも。
世界の暖温帯域を中心に約100種が知られる。

## 種
日本では以下の種が知られる。
- Teucrium ニガクサ属
  - T. japonicum ニガクサ
  - T. teinense テイネニガクサ
  - T. veronicoides エゾニガクサ
  - T. viscidum ツルニガクサ
  - T.chamaedrys ジャーマンダー
  - T. fluticans ツリージャーマンダー

## 利用
日本に産するものは全て野草であり、人家周辺に出現することも少ない。
国外のものでは南ヨーロッパのジャーマンダーは園芸用に栽培され、またハーブとして薬草として使われたこともある。幹からはよい香りがし、食あたりの薬草として、食欲を促進する効果もあるとされている。「メディカルハ－ブ安全性ハンドブック」によると、アメリカでは現在規制されてアルコール飲料の香料としての使用だけが認められており、カナダでは本品は、非医療薬品の原料として経口製薬への使用は、禁止されている。

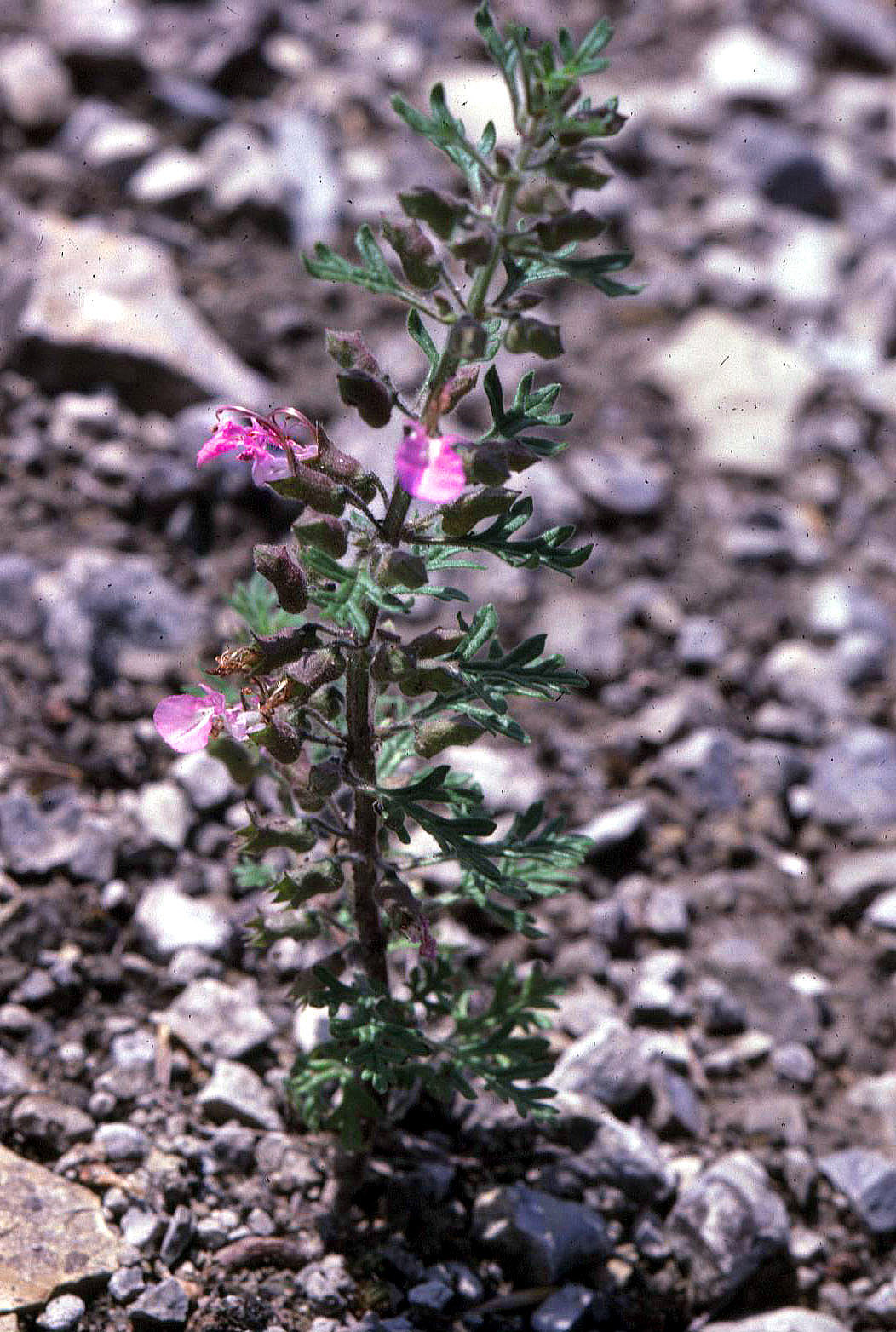
T. botrys・穂を作らない例
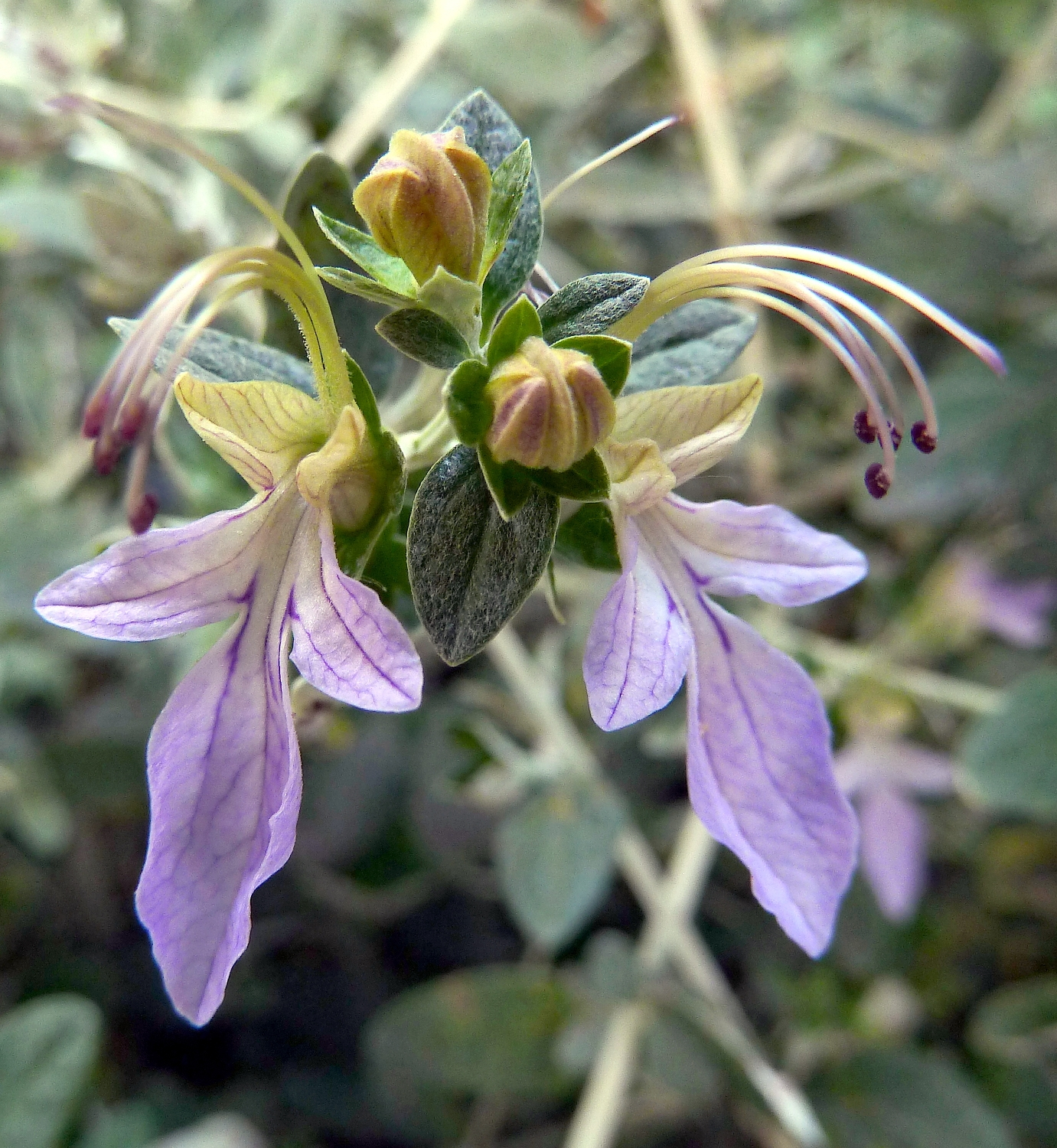
T. fruticans・花の構造がよく見える
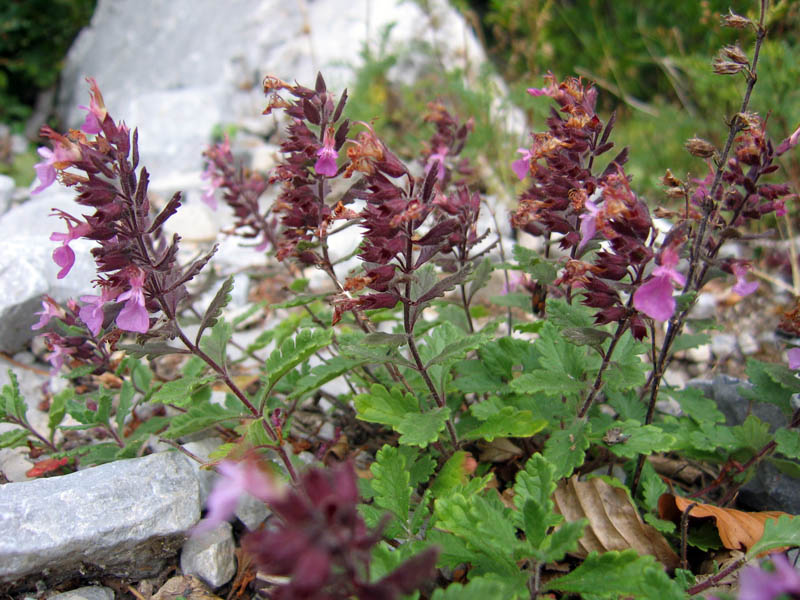
ジャーマンダー